# Aplanchado
El aplanchado es un dulce tradicional consumido en el Ecuador y el sur de Colombia, principalmente Popayán, consiste en una masa horneada de hojaldre cubierta por una capa de glace dulce horneado, que se sirve en porciones rectangulares.

## Consumo
Este postre ecuatoriano, se consume a lo largo del año y en ciudades andinas del Ecuador como Quito es vendido en locales comerciales panaderías y pastelerías. En la actualidad empresas comerciales han industrializado su producción.